# Сесото
Сесо́то (південна сото, заст. суто) — мова родини банту, поширена в Південній Африці, одна з офіційних мов ПАР (понад 4 мільйони носіїв за переписом 2011 року) та Лесото (1 770 000 носіїв, оцінка 2001 року).

## Класифікація
Сесото належить до групи сото-тсвана сім'ї банту (S30 по Гасрі), поряд з тсвана і північною сото, а також мовою лозі (серотсе), поширеній в основному в Замбії. Всі ці мови взаємно зрозумілі, але традиційно вважаються різними мовами та мають власні письмові традиції. Взаєморозуміння з іншими мовами банту, навіть найближчими (наприклад, зулу), немає.

## Алфавіт і орфографія
Сесото використовує латинський алфавіт (місцева назва: сісуто або сісото), поширені диграфи і діакритичні знаки. Орфографія, прийнята в ПАР, дещо відрізняється від тієї, якою користуються в Лесото. В цілому правопис ПАР краще відображає фонетику, а його принципи ближче до орфографії інших мов цієї країни, таких як зулу.

### Орнаментальне письмо
До прийняття латинської писемності і її введення в загальну освіту в селах використовувалося орнаментальне письмо. Кожна сільська родина вела докладний літопис подій у вигляді кольорових малюнків-візерунків на стінах будинку. Кожна деталь орнаменту несла певний сенс, означаючи тип події, її час та інші подробиці.
Після введення латиниці як легшого для вивчення письма орнаментальне письмо було забуте і нині будинки хоча і розмальовують, але малюнки є скопійованими орнаментами зі стародавніх будинків.